# The Woman Pays
The Woman Pays è un film muto del 1915 diretto da Edgar Jones. Fu il secondo dei quattro film girati da Valli Valli, una nota attrice del teatro musicale.

## Trama
Anche se povero in canna, John Langton riesce a conquistare il cuore di Beth Coventry che accetta di sposarlo. I due vivono poveri e felici nel loro nido d'amore fino all'arrivo di Connie Beverly. Quest'ultima, per separare i due, complotta per distruggere il loro matrimonio. Aiutata da Philip Murdock, un ex-corteggiatore di Beth, Connie fa leva sulle debolezze della donna, puntando sulla sua vanità. Beth comincia così a lamentarsi del suo modo di vivere, spingendo John sulla strada della delinquenza. John sottrae del denaro alla ricca zia di Beth; mentre sta cercando i mezzi per rifondere il maltolto, la moglie, con quei soldi, si dà alla bella vita. Durante una serata di gala, Beth viene colpita da un fulmine e, sul viso, le resta una cicatrice permanente. Per nascondere la ferita, si rifugia a vivere con la zia. Quando scopre, però, i debiti del marito, torna a casa giusto in tempo per salvare Jack sul punto di uccidersi.

## Produzione
Il film fu prodotto dalla Columbia Pictures Corporation.

## Distribuzione
Distribuito dalla Metro Pictures Corporation, uscì nelle sale cinematografiche USA il 15 novembre 1915.